# Cam Barker
Cameron "Cam" Barker, född 4 april 1986, är en kanadensisk professionell ishockeyspelare som spelar för Vancouver Canucks i NHL. Han har tidigare representerat Edmonton Oilers, Minnesota Wild och Chicago Blackhawks.
Han draftades i första rundan i 2004 års draft av Chicago Blackhawks som tredje spelare totalt.